# Гонка вооружений

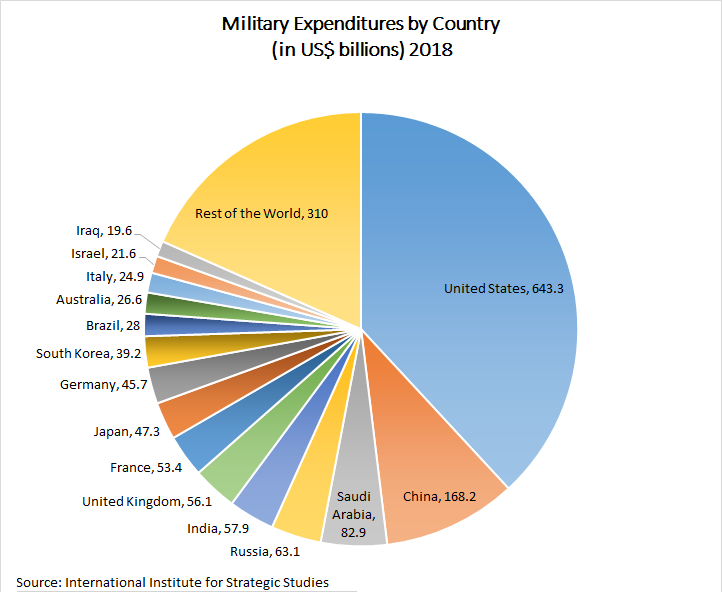
Военные расходы стран мира

«Го́нка вооруже́ний» — политическое противостояние двух или нескольких держав (а чаще — целых военных блоков) за превосходство в области вооружённых сил.
В ходе такого противостояния каждая из сторон производит огромные запасы оружия, пытаясь установить паритет с противником или обогнать его.

## Дредноутная гонка
Дредноутная гонка — период до Первой мировой войны, когда и ведущие морские державы (Великобритания, Германия, Франция, США и Япония), и такие страны как Россия, Австро-Венгрия, Османская империя, Испания, Италия, Бразилия, Аргентина, Чили, активно строили морские вооружения.

## Ракетно-ядерная гонка
Ракетно-ядерная гонка в рамках противостояния Советского Союза и Соединённых Штатов в период холодной войны. Американский астроном Карл Саган как-то сравнил СССР и США с двумя людьми, стоящими по колено в бензине, один — с тремя спичками, а другой — с пятью. В основном гонка между этими странами заключалась в том, чтобы разработать как можно более совершенные типы ядерного оружия и произвести их как можно в большем количестве. Одним из последствий такой политики становились чрезмерные военные расходы, концентрация передовых технологий преимущественно в оборонных отраслях, гипертрофированный военно-промышленный комплекс.
Советское руководство масштабным развёртыванием ракет Р-36 в 1970-х годах добилось преимущества первого ракетно-ядерного удара.
Хотя ракетно-ядерная гонка могла привести к войне между СССР и США, она стала колоссальным толчком для развития науки и новых технологий, в первую очередь компьютерных и аэрокосмических (см. Космическая гонка).
После 2000-х годов подобная тенденция наметилась и в отношениях США и КНР.

## Различные взгляды на гонку вооружений и её последствия
- В более общем смысле термин «гонка вооружений» применим к любому, по сути бессмысленному, противостоянию за обладание большей военной мощью.
- Общее количество денег, потраченных на оборону и оружие в 2004 году, впервые в истории человечества превысило 1 трлн. долларов США.

## Другие значения
«Гонкой вооружений» также называется борьба команд в технических видах спорта, когда преимущество получает коллектив, построивший более совершенную технику.